# Hermann Claaß
Hermann Claaß (* 1841 in Marienau, Landkreis Marienwerder, Westpreußen; † 1914 in Königsberg i. Pr.) war ein preußischer Apotheker und Zahntechniker.
Claaß leitete 1895 die Nordostdeutsche Gewerbeausstellung in Königsberg. Er vertrat den Gedanken von Oberbürgermeister Karl Selke, einen Tiergarten zu schaffen und die Holzgebäude der Ausstellung zu übernehmen. Unter Vorsitz von Max Braun wurde 1895 der Tiergartenverein gegründet. Der Königsberger Tiergarten wurde 1896 eröffnet. Claaß leitete ihn als Direktor von 1897 bis 1913.